# Bloody Kisses
 (juin 2019).
Si vous disposez d'ouvrages ou d'articles de référence ou si vous connaissez des sites web de qualité traitant du thème abordé ici, merci de compléter l'article en donnant les références utiles à sa vérifiabilité et en les liant à la section « Notes et références ».
Albums de Type O Negative
The Origin of the Feces
(1992) October Rust
(1996)
Bloody Kisses est le troisième album du groupe de heavy metal Type O Negative sorti en 1993.
Cet album leur vaut un succès commercial international et est le premier album du label Roadrunner à être certifié disque d'or. L'album s'avère l'un des précurseurs de la vague du metal gothique qui va suivre dans la seconde moitié des années 90. Malgré le succès commercial, des tensions entre les deux cofondateurs Steele et Abrusco, conduisent ce dernier à quitter le groupe. C'est John Kelly qui vient remplacer Abrusco dès 1993, pendant la tournée qui suit. Les clips de Black n°1 et Christian Woman passent en boucle sur MTV durant cette période.
La chanson Christian Woman traite du déchirement interne d'une croyante entre son dévouement à Dieu et ses désirs charnels. La chanson Black N°1, traite sur un ton ironique d'une femme gothique qui soigne son apparence pour avoir l'air Dark. Les auteurs lui préconisent de se reteindre en noir les cheveux avec de la peinture noire, car ses racines et la couleur originelle de ses cheveux commencent à se voir (« Cause your roots are showing, Dye'em Black »). Le titre Summer Breeze est quant à lui une reprise de Seals and Crofts et est utilisé pour le générique du film Souviens toi l'été dernier'.
Les chansons We hate everyone et Kill all the white people par leur style diffèrent du reste des autres chansons de l'album qui sont plus lentes et plus atmosphériques. Ces titres sont en effet écrits dans le style Thrash metal /Hardcore des premiers albums du groupe et des précédents albums de Carnivore. Ces chansons ciblent les accusations qui ont été portées en Europe concernant de prétendues sympathies fascistes du groupe. La chanson We hate everyone répond sur un ton grinçant à ceux qui les ont accusé d'être nazis, communistes, racistes et misogynes. Le texte vise à ridiculiser et discréditer ces accusations en les renvoyant dos à dos, en soulignant leur absurdité de par leur caractère contradictoire, et en insistant sur le fait que « les choses ne sont pas toujours ce qu'elles semblent être » (« Cause things ain't always like they seem » - extrait des paroles de la chanson). Sur un ton ironique, la chanson Kill all the white people quant à elle préconise « de tuer tous les blancs » pour « pouvoir être enfin libre ». De façon sous-jacente cette chanson cherche à prendre à contre-pied les accusations de nazisme, en reprenant certaines rhétoriques radicales attribuées au suprémacisme noir.
Une version alternative de la chanson Blood and Fire est présente dans la bande originale du film Mortal Kombat (1995).

## Liste des titres
1. Machine Screw – 0:40
2. Christian Woman – 8:55
3. Black No.1 (Little Miss Scare-All) – 11:11
4. Fay Wray Come Out and Play – 1:04
5. Kill All the White People – 3:23
6. Summer Breeze – 4:47
7. Set Me on Fire – 3:29
8. Dark Side of the Womb – 0:26
9. We Hate Everyone – 6:50
10. Bloody Kisses (A Death in the Family) – 10:52
11. 3.O.I.F. – 2:06
12. Too Late: Frozen – 7:49
13. Blood & Fire – 5:30
14. Can't Lose You – 6:05